# 圣普里
圣普里（法語：Saint-Prix，法語發音：[sɛ̃ pʁi] ⓘ）是法国法兰西岛大区瓦兹河谷省的一个市镇，属于蓬图瓦兹区。

## 地理
圣普里（49°0'24"N, 2°15'45"E）面积7.93 平方千米，位于法国法蘭西島大區瓦兹河谷省，该省份为法国北部内陆省份，北起瓦兹省，西接厄尔省，南至塞纳-圣但尼省、上塞纳省和伊夫林省，东临塞纳-马恩省。
与圣普里接壤的市镇（或旧市镇、城区）包括：布费蒙、埃尔蒙、绍夫里、多蒙、欧博讷、蒙利尼翁、圣勒拉福雷。

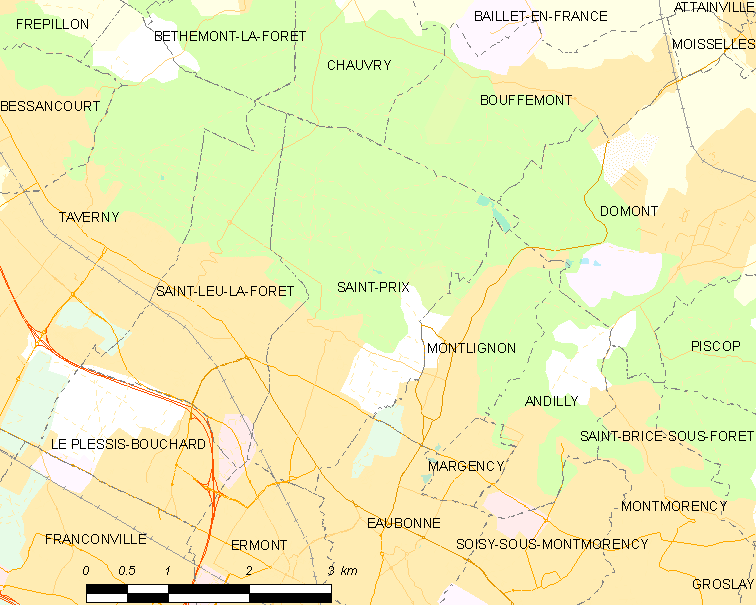
圣普里的OSM定位图

圣普里的时区为UTC+01:00、UTC+02:00（夏令时）。

## 行政
圣普里的邮政编码为95390，INSEE市镇编码为95574。

## 政治
圣普里所属的省级选区为多蒙县。

## 人口

1962-2008年间圣普里人口变化图示

圣普里于2022年1月1日时的人口数量为7588人。